# Spathiphyllum blandum
Espèce
Spathiphyllum blandum est une espèce de plantes de la famille des Aracées.